# Malthodes chvojkai
Malthodes chvojkai es una especie de coleóptero de la familia Cantharidae.

## Distribución geográfica
Habita en Albania.